# Álvaro Vázquez
Álvaro Vázquez García (meist nur Álvaro, seltener auch Álvaro Vázquez; * 27. April 1991 in Badalona, Katalonien) ist ein spanischer Fußballspieler auf der Position eines Stürmers.

## Karriere

### Karrierebeginn in der Heimat
Der in der zur Àrea Metropolitana de Barcelona gehörenden Industriestadt Badalona geborene Álvaro Vázquez García begann seine aktive Karriere als Fußballspieler im Nachwuchs des lokalen Amateurklubs CF Trajana im nahegelegenen Sant Adrià de Besòs. Nachdem er sich im Jahre 1996 dem Verein angeschlossen hatte, folgte für ihn zuerst in seiner Heimatstadt eine Ausbildung zum Fußballspieler, ehe er zum Ausbildungsverein CF Damm nach Nou Barris, einem Stadtteil von Barcelona, wechselte. Nach einigen Jahren im dortigen Nachwuchs schaffte er im Jahre 2005 den Sprung in die Jugendabteilung von Espanyol Barcelona. Dort war er anfangs bei den Cadete B aktiv, bei denen er gleich in seiner ersten Spielzeit 35 Mal zum Torerfolg kam. Nur eine Spielzeit darauf war er bei den Cadete A mit 34 Toren erfolgreich, ehe er noch zur darauffolgenden Saison den Sprung in die B-Jugend des Vereins schaffte, für die er in seiner ersten Spielzeit schließlich 23 Treffer beisteuerte. Des Weiteren kam er mit der Mannschaft in diesem Jahr bei der U-17-Klub-Weltmeisterschaft in Toledo auf den zweiten Platz; er selbst war dabei vier Mal als Torschütze erfolgreich. Nach der Einberufung zu den A-Junioren in der Saison 2008/09 verpasste er aufgrund einer Verletzung den Großteil der Saison, brachte es aber immerhin auf sieben Ligatore. In der Saison 2009/10 wurde er dafür mannschaftsinterner Torschützenkönig der A-Jugend sowie der B-Mannschaft des Vereins, in die er noch vor Saisonbeginn einberufen wurde.

### Aufnahme in den Profikader
Nachdem er mit der B-Mannschaft in der Gruppe 3 der Segunda División B, der dritthöchsten Fußballliga des Landes, im Endklassement den 16. Tabellenplatz erreichte, verpasste das Team damit knapp den Klassenerhalt und musste den Weg in die Viertklassigkeit antreten. Álvaro kam dabei in 18 Meisterschaftsspielen zum Einsatz, in denen er acht Treffer erzielte. Zur aktuellen Spielzeit 2010/11 steht er noch immer als Stürmer im Kader der B-Mannschaft des Vereins. Noch in der Saisonvorbereitung für die kommende Spielzeit 2010/11 holte Mauricio Pochettino, seines Zeichens Cheftrainer von Espanyol Barcelona, den 19-Jährigen zu sich in den Profikader. Sein Teamdebüt gab er dabei beim 4:0-Sieg im Vorbereitungsspiel gegen den spanischen Viertligisten FC Palamós, als er über eine gesamte Spielhälfte auf dem Feld stand. Bereits bei seinem zweiten Profiteameinsatz vier Tage später, am 28. Juli 2010, erzielte Álvaro beim 3:0-Erfolg über den regionalen Klub CF Peralada in der 78. Spielminute den Treffer, der zum 3:0-Endstand führte; zuvor war er zur Halbzeitpause auf den Platz gekommen. Am 31. Juli 2010 holte sich das Team den Sieg bei der Trofeo Ciudad de Barcelona, wo man den italienischen Klub Sampdoria Genua im Elfmeterschießen bezwang; auch Álvaro war in dieser Begegnung im Einsatz und zudem als Elfmeterschütze erfolgreich. Weiters durfte sich das junge Stürmertalent des Vereins als Sieger der Trofeo Ramón de Carranza eintragen, die man anschließend im August 2010 gewann.
Nach weiteren Saisonvorbereitungsspielen startete Álvaro vorerst mit der B-Mannschaft in die Meisterschaft, kam aber bereits in der vierten Runde der Primera División in den Profikader. Dort gab er schließlich auch am 22. September 2010 beim 3:0-Sieg von Real Madrid, das vor allem durch die Kartenvergabe des spanischen Schiedsrichters Carlos Clos Gómez geprägt war, sein Profidebüt, als er in der 72. Minute für Sergio García auf den Rasen kam. Bereits bei seinem zweiten Ligaeinsatz am 26. September 2010 beim 1:0-Heimerfolg über den CA Osasuna gelang ihm, nachdem er von Beginn an eingesetzt wurde, in der 24. Spielminute der Siegestreffer; in der 75. Minute wurde er schließlich ausgewechselt. Nach weiteren Ligaeinsätzen mit der Profimannschaft sorgte er am 27. Oktober 2010 abermals für Aufsehen, als er beide Tore des 2:0-Sieges über Real Valladolid im Sechzehntelfinalhinspiel der Copa del Rey 2010/11 erzielte. Weitere Ligaeinsätze für das Profiteam (zumeist Kurzeinsätze) folgten im weiteren Saisonverlauf. Außerdem brachte er es im Dezember 2010 noch auf zwei Einsätze während der Copa Catalunya, die die Mannschaft am Ende des Bewerbs zum bereits 14. Mal in der Vereinsgeschichte gewann.

### Im Einsatz für Katalonien
Aufgrund seiner Leistungen fand Álvaro im Dezember 2010 den Weg in die seit 2009 von Johan Cruyff trainierte Katalanische Fußballauswahl, für die er schließlich am 28. Dezember 2010 beim 4:0-Erfolg über Honduras debütierte. Im Spiel wurde er in der 73. Minute für seinen Espanyol-Teamkollegen Sergio García eingewechselt. In dieser Begegnung debütierten neben Álvaro mit Kiko Casilla, Marc Bartra, Alberto de la Bella, Andreu Fontàs, Víctor Ruiz Torre, Javi Márquez und Rafa Jordà gleich sieben weitere Spieler in der Nationalauswahl von Katalonien.

## Erfolge
- 1× Sieger der Trofeo Ciudad de Barcelona: 2010
- 1× Sieger der Trofeo Ramón de Carranza: 2010
- 1× Sieger der Copa Catalunya: 2010
- 1× U-21-Europameister: 2013